# Богданівська сільська рада (Шосткинський район)
Богда́нівська сільська́ ра́да — колишній орган місцевого самоврядування в Шосткинському районі Сумської області. Адміністративний центр — село Богданівка.

## Загальні відомості
- Населення ради: 1 504 особи (станом на 2001 рік)

## Населені пункти
Сільській раді були підпорядковані населені пункти:
- с. Богданівка
- с. Пирогівка

## Склад ради
Рада складалася з 16 депутатів та голови.
- Голова ради: Захарченко Ольга Григорівна
- Секретар ради: Луппа Ніна Петрівна

### Керівний склад попередніх скликань
| Прізвище, ім'я, по батькові | Основні відомості                                                                       | Дата обрання | Дата звільнення |
| --------------------------- | --------------------------------------------------------------------------------------- | ------------ | --------------- |
| Салун Борис Іванович        | Сільський голова, 1953 року народження, безпартійний                                    | 26.03.2006   | 01.11.2007      |
| Захарченко Ольга Григорівна | Сільський голова, 1975 року народження, освіта середня спеціальна, позапартійна         | 16.03.2008   | 31.10.2010      |
| Захарченко Ольга Григорівна | Сільський голова, 1975 року народження, освіта середня спеціальна, член Партії регіонів | 31.10.2010   |                 |

Примітка: таблиця складена за даними сайту Верховної Ради України

## Населення
Згідно з переписом УРСР 1989 року чисельність наявного населення сільської ради становила 1918 осіб, з яких 834 чоловіки та 1084 жінки.
За переписом населення України 2001 року в сільській раді мешкали 1522 особи.

### Мова
Розподіл населення за рідною мовою за даними перепису 2001 року:
| Мова       | Відсоток |
| ---------- | -------- |
| українська | 88,76 %  |
| російська  | 7,05 %   |
| циганська  | 3,92 %   |
| білоруська | 0,07 %   |
| румунська  | 0,07 %   |